# René Polski
 (décembre 2018).
René Polski, né à Paris 3e le 4 mai 1920 et mort le 6 février 1986 à Saint-Laurent-du-Var, est un résistant français.
Membre de la Sixième et de l'Organisation juive de combat (OJC), il travaille conjointement avec Maurice Loebenberg dit Cachoud à la tête du service des faux-papiers du MLN.

## Biographie
Né dans une famille juive laïque, il est le fils de Jacob dit Georges Polski, fourreur, né à Paris en 1890 de parents juifs polonais venus d'Augustow, et de Germaine Caroline Weill, née à Paris de parents originaires d'Osthoffen en Alsace.
La famille de René Polski s’installe à Nice au milieu des années 1930.

### Dans la Résistance
Libéré des Chantiers de Jeunesse (Bayard no 37, groupe 6) en octobre 1941, il revient à Nice où il est recruté par Roland Dana Picard (pseudo Paul) et débute en mars 1942 des activités de résistance comme agent de liaison et de renseignements, sous le pseudo Firmin, dans le mouvement Libération. Il est affecté en qualité de chef de sizaine dans le 6e secteur de Nice, chargé de la propagande, du recrutement et de la diffusion des tracts et des journaux clandestins édités par le mouvement Libération.
En février 1943, il est affecté, ainsi que sa sizaine, dans les corps francs Nice-Est sous les ordres du commandant Rodolphe Cavallo (pseudo Commandant Pascal), puis, fin avril 1943, à la section de parachutages sous le commandement du Lieutenant Dana Picard.
À partir de 1943, il travaille aussi avec son ami Pierre Mouchenik au sein de la Sixième dans le service des faux-papiers à Nice ("le labo" de Maurice Loebenberg dit Cachoud). Fin 1943, quand Cachoud est muté à Paris pour prendre la direction du service des faux-papiers du Mouvement de Libération Nationale (MLN), il devient son adjoint, spécialement chargé des rapports avec les imprimeurs : il bénéficie notamment de l'appui complice de plusieurs employés de l'imprimerie, placée sous administration « aryenne », de son oncle Robert Weill.
Il accueille dans le service des faux-papiers Adolfo Kaminsky, qui découvre le processus chimique de décoloration de l'encre Waterman, découverte déterminante pour la fabrique de faux-papiers à laquelle le Labo donne désormais une envergure massive.
L'activité du Labo se poursuit malgré l'arrestation et l'assassinat de Cachoud.
Après la libération, sous l'impulsion de Pierre Mouchenik, la plupart de ceux qui avaient constitué le réseau de Nice pendant la guerre  intègrent le réseau clandestin d'immigration des rescapés des camps en Palestine mandataire.

### Vie professionnelle
Après la guerre, il revient à Nice où il exerce la profession de commerçant.
Il sera président de la chambre syndicale du meuble dans les Alpes-Maritimes et membre élu de la Chambre de commerce de Nice.
Il meurt le 6 février 1986 et est enterré à Tosse (Landes).

## Décorations
- Médaille de la Résistance française (décret du Général de Gaulle du 23 octobre 1945 paru au Journal Officiel de la République française du 24 octobre 1945)[7].